# 藤本孝
藤本 孝（ふじもと たかし、1947年4月13日 - ）は東京電力取締役副社長兼電力流通本部長。東京都出身、神奈川県川崎市在住。

## 略歴
- 1970年3月 慶應義塾大学工学部卒業
- 1970年4月 東京電力株式会社入社
- 2008年6月 東京電力株式会社代表取締役副社長就任
- 2012年6月27日 退任

## 人物
- 東京電力取締役副社長時代、自身の責務を快く思っていないことを公言している。「（東電役員を）辞められるなら、みんな辞めちゃうよ。何にも良いことないじゃないか」と、他の東電役員も同じ意識を共有していることも仄めかしている[1]。
- 自身の似顔絵と役職名入りの名刺と手拭いを常用、出会う人に配って回っている[2]。